# Музыка в темноте
«Музыка в темноте» (швед. Musik i mörker) — кинофильм шведского режиссёра Ингмара Бергмана, вышедший в 1948 году по одноимённому роману Дагмар Эдквист. Номинировался на главный приз Венецианского кинофестиваля.

## Сюжет
Фильм начинается с несчастного случая на учениях: молодой солдат Бенгт (Биргер Мальмстен), потянувшись за щенком, попал под огонь пулеметов, стрелявших по мишеням. Он остался жив, однако полностью ослеп. Естественно, он впал в ужасную депрессию, усугублённую тем, что его бросила невеста. Восстанавливаясь в загородном доме своей тётки (Найма Вифстранд), он познакомился с юной Ингрид (Май Сеттерлинг), работавшей по хозяйству. Её забота отвлекла его от грустных мыслей. Однако вскоре Ингрид уехала в город учиться в педагогическом институте, а сам Бенгт, не сумев поступить в музыкальную академию, устроился тапёром в ресторан.

## В ролях
- Май Сеттерлинг — Ингрид[1]
- Биргер Мальмстен — Бенгт Вильдеке
- Олоф Виннерстранд — викарий
- Найма Вифстранд — госпожа Шрёдер
- Биби Скоглунд — Агнета
- Хильда Боргстрём — Ловиса
- Дуглас Хоге — Круге
- Гуннар Бьёрнстранд — Классон
- Бенгт Эклунд — Эббе
- Оке Классон — господин Шредер
- Ион Эльфстрем — Отто Клеменс
- Рюне Андреассон — Эверт
- Бенгг Лугардт — Эйнар Борн
- Марианн Юлленхаммар — Бланш
- Свен Линдберг — Хедстрем
- Барбру Флудквист — Ердис

## История создания
Несмотря на провал фильма Бергмана «Корабль в Индию», который продюсировал Лоренс Мармстедт, Мармстедт не прекратил сотрудничество и дал молодому режиссёру ещё одну возможность. 

## Награды и номинации

### Номинации
- 1948 — Венецианский кинофестиваль
  - «Золотой лев» — Ингмар Бергман